# Rio Tinto (Paraíba)
Rio Tinto é um município brasileiro localizado na Região Metropolitana de João Pessoa, estado da Paraíba. Sua população é de 24.176 habitantes, conforme estimativa do IBGE em 2019, distribuídos em 466,984 km² de área.
Fundada pelos herdeiros e filhos do sueco naturalizado brasileiro  Herman Theodor Lundgren (Norrköping, c. 1835 - Recife, 1907) casado em 1877 com a então prusso-holsteniana, e algumas famílias europeias, entre elas a familia Inácio, hoje seria alemã, naturalizada brasileira Anna Elisabeth (* 14 de janeiro de 1847, Barmstedt, Holstein - † 12 de maio de 1934 Recife, PE), entre os quais sobressai Frederico João Lundgren (* 20.VI.1879 Recife - † 25.II.1946 Paulista), o qual associado aos outros herdeiros gizou e fez executar o implemento do projeto fabril da Companhia de Tecidos Rio Tinto e a urbanização imprescindível para o  assentamento populacional envolvente. Rio Tinto foi povoada inicialmente tanto pelas famílias dos trabalhadores alemães como pelas famílias dos trabalhadores originários do próprio estado empregados na Companhia de Tecidos Rio Tinto. As famílias alemãs chegaram a constituir a única colônia germânica de fato acima do Centro-Sul do Brasil no Século XX. Com a desativação da parte fabril do conglomerado de produção têxtil dos Lundgren na Paraíba, a maior parte das famílias dos trabalhadores alemães dispersou-se migrando para João Pessoa ou deixando o estado.
Até hoje encontramos marcas da passagem deles pelo município. Há casarões e chalés espalhados pela zona urbana. O Palacete (residência dos Lundgren em Rio Tinto), que foi alvo de vandalismo ao fim da Segunda Guerra Mundial está localizado na Vila Regina, hoje uma das aldeias indígenas existentes na cidade.
A Igreja Matriz Santa Rita de Cássia tem uma arquitetura incrível e é belíssima tanto por fora como por dentro. Várias lendas foram formadas, tanto na Igreja como na estátua que é virada para  ela.
Hoje Rio Tinto é uma cidade calma e boa para morar. Muitos não sabem, mas tem pontos turísticos para visitar, como os locais antigos deixados pelos Lundgren; Seu litoral se estende da barra do Mamanguape à barra do Miriri.Próximo à Praia de Campina existe o Projeto Peixe-boi-marinho, que está localizado na Barra de Mamanguape, onde se situa a Área de Proteção Ambiental da Barra do Rio Mamanguape e o Projeto Peixe-boi-marinho.
O município é servido pela empresa de transporte Viação Rio Tinto, que faz a conexão intermunicipal.

## História
Em 1917, Frederico João Lundgren, segundo filho mais velho de Herman Lundgren junto com os irmãos mais novos, visando estabelecer uma nova unidade de produção têxtil, comprou do fazendeiro Alberto de Albuquerque, por dois mil contos de réis, 601 quilômetros quadrados de terras do então Engenho da Preguiça,as quais estavam sobretudo cobertas de Mata Atlântica, e habitadas por tribos potiguaras, por pequenos fazendeiros e posseiros, onde se situa o atual município de Rio Tinto. Apesar de muito isolado, o preço baixo das terras do engenho de fogo morto, então desativado, a disponibilidade de matéria-prima em profusão — o algodão produzido no Nordeste — e de matas para alimentar as caldeiras, além da proximidade de rios navegáveis com saída para o mar serviriam de escoadouros da produção. Contudo, o fator decisivo foi a isenção de impostos estaduais por 25 anos, concedida pelo governo paraibano em troca de serviços essenciais, como saúde, educação, eletrificação e segurança. A história do município se dá com a história da Companhia de Tecidos e com a influência política da elite industrial, tendo atraído para o município uma agência da previdência social, uma unidade militar (Tiro de Guerra 07/001) e uma unidade do sistema S.

## Terras indígenas
Rio Tinto possui parte de seu território sobre três terras indígenas identificadas ou demarcadas pela FUNAI, com uma população de 2.000 índios mestiçados há séculos, os quais são cerca de 10% da população do município:
- Terra Indígena Potiguara de Monte-Mor

## Turismo
| Vista da Praia de Campina. |  | Vista Panorâmica da praia de Barra do Mamanguape. |  | Visão da Praia do Miriri. |
| Vista da Praia de Campina. |  | Vista Panorâmica da praia de Barra do Mamanguape. |  | Visão da Praia do Miriri. |

Em Rio Tinto, possui praias, algumas nativas e conservadas, entre elas:
- Praia de Campina[6] : A praia se destaca por possuir dunas de areia branca que tornam um espetáculo de vista panorâmica incomparável[7]; possui falésias que se encontram no trecho sul da Praia.
- Praia do Miriri[8] : É Possível deslumbrar o encontro da foz do Rio Miriri com o mar[9]
- Praia do Oiteiro[10] : A praia se destaca por possuir dunas, vegetação de restinga e uma área para camping[11]. Na praia é possível encontrar grande presença de falésias[10]
- Barra do Mamanguape[12] : Com o intuito de proteger o peixe-boi-marinho e o ecossistema de manguezal, foi criada em 1993 a Área de Proteção Ambiental da Barra do Rio Mamanguape. A área foi identificada como a principal área de ocorrência do peixe-boi marinho da costa brasileira.[13]
- Lagoa de Praia : É composta por diversas lagoas, dando mais percepção e ênfase quando a maré diminui; formando piscinas naturais, onde é possível averiguar corais entre as ravinas de arenito. A praia é de cor azulada.[14][15]